# (5909) Nagoya
(5909) Nagoya (1989 UT) – planetoida z pasa głównego asteroid okrążająca Słońce w ciągu 3 lat i 132 dni w średniej odległości 2,24 j.a. Została odkryta 23 października 1989 roku.